# The O2 Arena
The O2 Arena, thường được gọi là The O2 (cách điệu là The O2 arena), là một nhà thi đấu đa năng nằm ở trung tâm của khu phức hợp giải trí The O2 trên bán đảo Greenwich ở phía đông nam của Luân Đôn. Nhà thi đấu được khánh thành vào năm 2007. Đây là nhà thi đấu lớn thứ hai ở Vương quốc Anh, sau Manchester Arena. Năm 2008, The O2 Arena là nhà thi đấu biểu diễn âm nhạc bận rộn nhất thế giới. Nhà thi đấu này cũng như khu phức hợp giải trí The O2 được đặt tên theo công ty viễn thông O2, một công ty con của Virgin Media O2 và là nhà tài trợ chính của khu phức hợp.